# ظهرة غالية (القفر)

تعديل مصدري - تعديل

ظهرة غالية محلة تابعة لقرية الرزع، التابعة لعزلة حمير بمديرية القفر إحدى مديريات محافظة إب في الجمهورية اليمنية، بلغ تعداد سكانها 76 حسب تعداد اليمن لعام 2004.